# Lironoba elegans
Lironoba elegans är en snäckart som beskrevs av E. C. Smith 1962. Lironoba elegans ingår i släktet Lironoba och familjen Rissoidae. Inga underarter finns listade i Catalogue of Life.